# Solanum horridum
Solanum horridum är en potatisväxtart som beskrevs av Michel Félix Dunal. Solanum horridum ingår i släktet skattor som ingår i familjen potatisväxter. Inga underarter finns listade i Catalogue of Life.